# 巨獅鬣獸屬
巨獅鬣獸（意思為「來自非洲的巨獅」）為已滅絕的肉齒目碩鬣獸科哺乳動物，生存於中新世早期的肯亞，模式標本發現於地質年代 23 百萬年前的沉積物中。牠們體重估計可達 1,500（3,300磅），體型可能超過現存的北極熊。

## 描述
巨獅鬣獸的化石最早由馬修·R·伯爾斯（Matthew R. Borths）與南西·J·史蒂文斯（Nancy J. Stevens）在檢查肯亞國家博物館收藏的化石中發現，模式標本包含半邊的下顎、右上頜骨及部分的顱後遺骸。其牙齒僅有輕微磨損，代表該個體在死亡時仍然屬於較年輕的狀態。根據其顱後遺骸的研究顯示，巨獅鬣獸為半趾行的動物。

## 古生態學
巨獅鬣獸與其他碩鬣獸科的物種一樣，為特化的掠食者或食腐者，以犀牛與早期的長鼻目物種為食，屬於超級食肉動物。但是巨獅鬣獸可能並沒有像較晚期的碩鬣獸那樣有咬碎骨頭的能力。其特殊外型的裂肉齒確保終其一生均能夠保有銳利的邊緣。